# Kマート

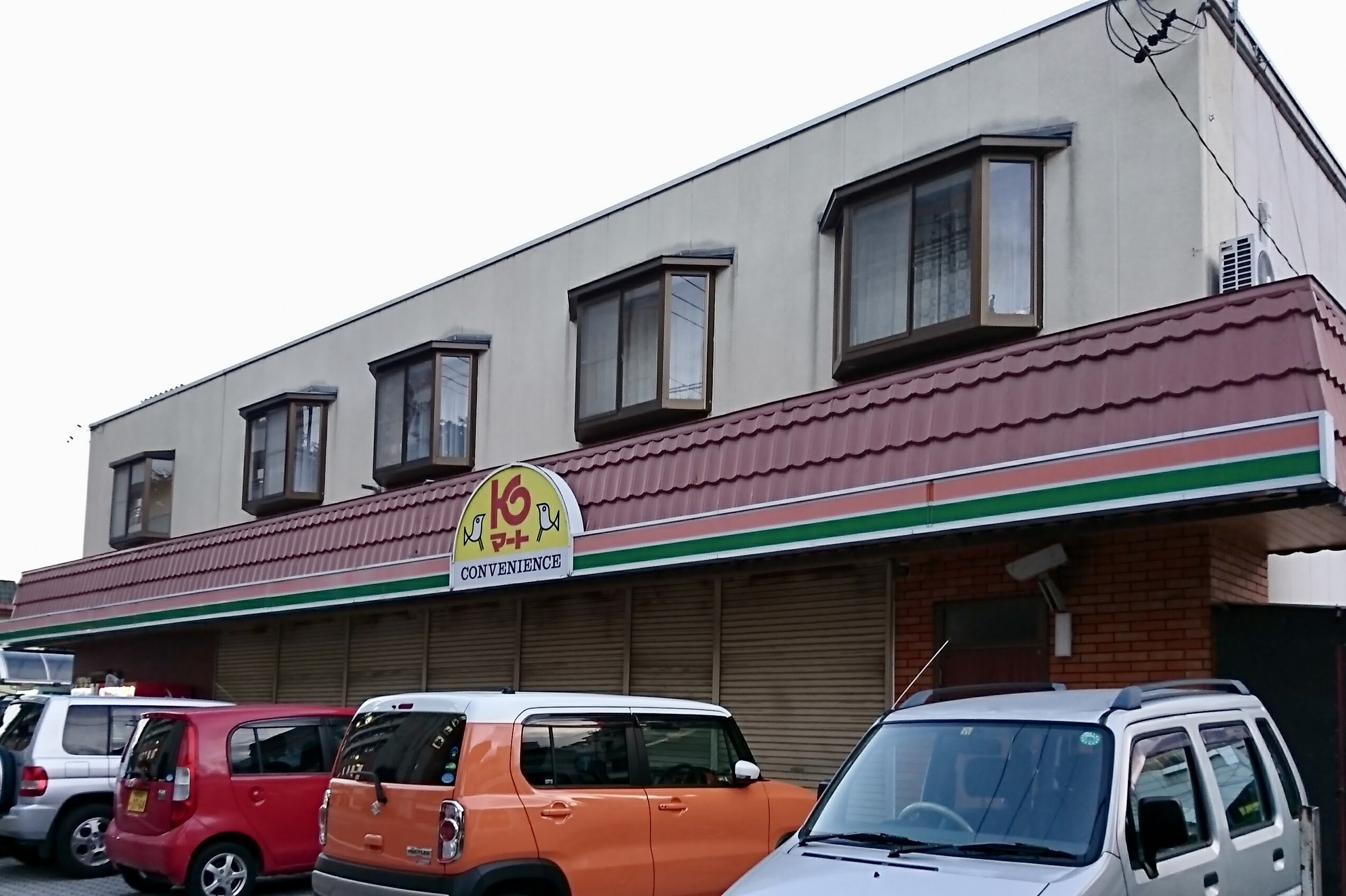
Kマート上山田店（閉店済み）

Kマートは日本にかつて存在したコンビニエンスストアとスーパーマーケットのチェーンストアである。1970年代にNACやUマートと並ぶ、代表的なコンビニエンスストアチェーンであった。コンビニエンスストア部門とスーパーマーケット部門があり、スーパー部門はボランタリー・チェーン方式、コンビニ部門はフランチャイズ方式でそれぞれ運営した。
菓子問屋の橘高が1964年（昭和39年）に食品スーパーとしてチェーンを結成した。本部は大阪府東大阪市にあり、関西を中心に出店するも1995年（平成7年）に倒産した。一部の事業者は1993年（平成5年）に橘高が会社更生法の適用を申請した時点でKマートチェーンから離脱し、全日食チェーンに鞍替えした。
アメリカ合衆国に展開するシアーズ・ホールディングスグループのKmart、関東地方にフジタコーポレーションが展開していたKマート、日本から撤退したコンビニエンスストアのサークルKは、それぞれ無関係である。

## 概要
日本のコンビニエンスストアは、黎明期にボランタリー・チェーン方式による運営が多く、Kマートもその1社であった。橘高の運営するKマートチェーン協同組合は、本部による統制の強い契約を締結する店舗をまとめる「CVS組合連合会本部」と、本部による統制の弱い契約を締結する店舗をまとめる組織「Kマート小売協同組合連合会本部」を傘下に収めていた。Kマートチェーンの加盟希望者は、CVS組合連合会またはKマート小売協同組合連合会の組合員となり、CVS組合連合会の組合員は、橘高が別事業会社として分離したケイマート・チェーン協同株式会社から商品やノウハウを導入し、Kマート小売協同組合連合会の組合員は、橘高直属のKマート事業部から商品やノウハウを導入していた。
Kマートはボランタリー・チェーンでありながら厳格な統括を加盟店に対して行う代わりに、経営指導や土地・建物の購入援助などの強力な指導と援助を提供することで、急速に発展を遂げた。1970年代には最も店舗数の多い、勢いあるコンビニチェーンであった。1968年（昭和43年）度の販売額は105億円で、300店舗を構えていた。

## コンビニ事業
コンビニ事業は、CVS組合連合会本部が組合員を統括し、ケイマート・チェーン協同株式会社が加盟店舗を統括していた。ケイマート・チェーン協同株式会社は1992年（平成4年）に橘高へ吸収合併された。商圏約3,000世帯、売り場面積49.5平方メートル (m2)、従業員2人で、3.3m2あたりの年間売上額を600万円と見積もっていた。ボランタリーチェーン方式とフランチャイズ方式の複合形態を有する企業として、当初は最も成功した。
組合に加盟する条件は、1983年（昭和58年）時点で150万円の加盟金、30万円の開店資金、3万円の協同組合出資金を用意し、開店後は売上高の1.5パーセント (%) のロイヤリティ、供給高の3.5%の商品供給手数料、月額15,000円の事務受託手数料を払い続ける必要があった。コンビニであるので、取扱商品とその価格、店内のレイアウトを統一し、毎日売上高を本部へ報告する義務があったが、店舗看板の設置は本部が負担した。同じく1983年時点で778社が加盟、841店を展開し、売り上げは1005億円、うち本部取扱高は450億円であった。生鮮食品以外は何でも扱い、ディスカウントストアとしての性格を有していた。
大阪市のマイショップとコンビニ部門で提携し、共同仕入れによる商品の値下げを図り、店舗開発や相互の人材育成・交流を進め、Kマートがプライベートブランドの菓子をマイショップに卸す代わりに、マイショップからアメリカ合衆国のコンビニ事業の情報の提供を受けるという体制が構築された。のちにKマートとマイショップはどちらも倒産するが、文京学院大学学長の川邉信雄は、両社について
と述べている。

## スーパー事業
スーパー事業は、Kマート小売協同組合連合会本部が組合員を統括し、Kマート事業部が加盟店舗を統括していた。加盟金30万円が必要で営業資金をすべて本部が預かるなど、13ほどの加盟規約を結ぶ必要があったが、コンビニ事業のように商品等の統一を本部から求められることはなかった。代わりにマーケティングや経営相談、商品の陳列方法などのノウハウを本部から受けるにはその都度対価を支払う必要があった。
当初は菓子店のチェーンとして発足したが、菓子店専業の将来性を考慮した結果、食品総合店へと転向した。1983年時点で4,297店が加盟し、大阪には200店ほど存在した。Kマート小売協同組合連合会の組合員には、コンビニ事業に移行する際の優先参加権が与えられていた。

## 沿革

### Kマートチェーンの発足と急成長
1964年（昭和39年）2月にKマートチェーンを結成する。当時は菓子の専門店をボランタリー・チェーン方式で組織化していたが、1966年（昭和41年）に見切りを付けて食品総合店への転換プログラムを作成した。同年の6月には日本生産性本部が派遣した「米国VC視察団」に当時の橘高社長が団長として参加し、アメリカでコンビニエンスストアという業態に出会う。1967年（昭和42年）に「米国流通視察団」がアメリカのコンビニについて調査した分析結果から、コンビニがスーパーと競合するものではないと判断、コンビニの展開の検討に入った。
1968年（昭和43年）頃から、東は北陸地方・長野県、西は中国地方・北部九州に支部を置いて進出し、のちに東京都・名古屋市・札幌市へ進出し、ほぼ日本全国へ進出した。1970年（昭和45年）5月にコンビニの実験店舗として大阪十三に1号店を開業、9月に2号店を大阪我孫子で開き、1971年（昭和46年）3月に初の府外店舗を京都市山科区に開店した。実験店舗の営業成績は小型スーパーよりも良く、将来的なコンビニの成長を見込んで事業推進を決し、1971年4月に東京都台東区に事務所を設けた。関東地方の地元商店に根気強く働きかけて、10月1日に千葉県内で4店舗を同時開業させた。
チェーンの発足から約10年間、チェーン本部は赤字が続いて橘高が援助していたが、以後は収益が改善して橘高本体から分離が検討された。事業が軌道に乗ると、橘高の本業である卸売事業とボランタリー・チェーン部門の売上高がほぼ半々となり、チェーン本部を資本金3000万円のケイマート・チェーン協同株式会社として1978年（昭和53年）7月に別会社化した。この年までKマートは店舗数でコンビニ業界で1位を保っていたが、1979年（昭和54年）にセブン-イレブンに追い抜かれた。

### 同業者の増加に対応
1980年（昭和55年）に同業者のマイショップと業務提携し、1984年（昭和59年）にコンビニ事業で2000店、売上高3000億円を目標に掲げるなど業績拡大を目指した。Kマート・マイショップグループは店舗数で1161店となり、セブン-イレブンに逆転した。1985年（昭和60年）の6月には札幌市に進出、同チェーンとして初の北海道への進出を果たした。
コンビニ業界の競争激化に伴い、1986年（昭和61年）8月に「小売構造変化に対応するための委員会」を橘高本体に設置し、経営不振店舗の改革に乗り出した。1989年（平成元年）にボランタリーチェーンの運営方針を大幅に変更して本部が徹底して指導・援助を行う。

### 突然の倒産とその後
親会社の橘高は、菓子卸売業界の売上高で1991年（平成3年）は第4位、1992年（平成4年）は業界1位の山星屋に次いで第2位であったが、1993年（平成5年）9月8日に大阪地方裁判所へ会社更生法適用を申請して倒産した。申請は9月12日に受理され、申請以来停止していた商品供給を再開した。負債総額は東京商工リサーチの調査によると330億円程度であった。前年の3月にケイマート・チェーン協同株式会社を統合したばかりで、倒産の予兆は全くなかったが、リゾート開発へ過度の投資と関連会社に対する不良債権の発生が業績を圧迫していたと考えられる。当時の新聞報道によれば、1993年3月期は、2億3000万円の増収増益を発表する一方で新本社建設用地取得のための投資があった。
会社更生法適用申請により、一部の加盟店がKマートチェーンから離脱して「ニューケイマートボランタリー株式会社」を資本金2000万円で立ち上げ、全日食チェーン協同組合と提携することを発表した。店名は「Kマート」のまま変更しなかったために、橘高のKマートとニューケイマートのKマートが混同して新規出店に支障が生じ、1994年（平成6年）に「関西全日食」へ改名した。
橘高は一体的な再建を目指し、商圏を3大都市圏に集約して取引先は中小のスーパーやKマート加盟店に絞るなどして、本業の売り上げは回復基調にあったが、1995年（平成7年）の阪神・淡路大震災で再び経営危機に陥り、有力な支援者もなく、事業を分割して解散した。菓子卸売とプライベートブランド部門は糧食が、近畿地方のKマート事業はチコマートを運営する伊藤忠燃料がそれぞれ継承した。橘高の経営破綻は菓子卸売業界全体に波及し、大手の食料品卸業者による地方の菓子卸売業者の買収や提携などが急増した。